# Krista Marie DeGeest
Krista Marie DeGeest (* 10. Januar 1990 in Spencer) ist eine US-amerikanische Volleyballspielerin.

## Karriere
DeGeest begann ihre Karriere an der Spencer High School. 2008 ging sie zum Studium an die University of Northern Iowa und spielte in der Universitätsmannschaft Panthers. 2013 wechselte die Mittelblockerin zum schwedischen Verein Svedala Volley. 2014 ging sie nach Rumänien zu CSM Lugoj. 2017 wurde DeGeest vom deutschen Bundesligisten VfB 91 Suhl verpflichtet. In der Saison 2017/18 verpasste sie mit dem Verein den Einzug in die Playoffs. Anschließend wechselte sie zum Ligakonkurrenten Ladies in Black Aachen. Mit dem Verein erreichte sie im DVV-Pokal 2018/19 und in den Bundesliga-Playoffs jeweils das Halbfinale. Außerdem spielte sie im Challenge Cup. Danach verließ sie den Verein mit unbekanntem Ziel.